# مولسون إندي مونتريال 2004
مولسون إندي مونتريال 2004 (بالإنجليزية: 2004 Molson Indy Montreal)‏ هو سباق فورمولا 1
أقيم بتاريخ 2004 في حلبة جيل فيلنوف، كندا، وأحد سباقات موسم شامب كار 2004 ‏، وكان أول المنطلقين سيباستيان بورديه.
فاز بالمركز الأول  Bruno Junqueira ‏، وكان صاحب أسرع لفة سيباستيان بورديه.